# Ángel Sánchez (baseball, 1983)
Pour le lanceur dominicain, voir Ángel Sánchez (baseball, 1989).
Ángel Luis Sánchez (né le 20 septembre 1983 à Humacao, Porto Rico) est un ancien joueur de la Ligue majeure de baseball.
Joueur de champ intérieur, il évolue principalement comme arrêt-court dans la Ligue majeure de baseball avec les Royals de Kansas City en 2006, les Red Sox de Boston en 2010, les Astros de Houston en 2010 et 2011, puis les White Sox de Chicago en 2013.

## Carrière
Ángel Sánchez est repêché au 12e tour de sélection par les Marlins de la Floride en 1999 mais ne signe pas avec l'équipe. Il se joint aux Royals de Kansas City après avoir été choisi en 11e ronde du repêchage amateur en 2001. Il fait ses débuts dans le baseball majeur avec les Royals le 23 septembre 2006.
Après deux saisons entières (2006 et 2008) dans les ligues mineures sans rejoindre les Royals et une autre (2007) à l'écart du jeu en raison d'une blessure à l'épaule, Sánchez est réclamé au ballottage par les Blue Jays de Toronto le 3 novembre 2008. Il passe 2009 dans les rangs mineurs avec des clubs affiliés aux Blue Jays sans jamais obtenir sa chance de revenir dans les majeures. 
Il devient agent libre et signe chez les Red Sox de Boston le 9 novembre 2009. Après avoir débuté l'année suivante avec le club-école des Red Sox à Pawtucket, il est rappelé par Boston pour un seul match puis est échangé le 1er juillet 2010 aux Astros de Houston contre le receveur Kevin Cash. Sánchez dispute 65 matchs avec sa nouvelle équipe et y maintient une moyenne au bâton de ,280. En 66 matchs joués au total en 2010, il obtient 70 coups sûrs, 25 points produits et présente une moyenne au bâton de ,277.
En 2011, il joue principalement à l'arrêt-court pour les Astros, mais aussi occasionnellement au deuxième ou au troisième but. En 110 parties jouées, il réussit un circuit, produit 28 points et maintient sa moyenne au bâton à ,240. Le 11 avril, le joueur des Astros frappe son tout premier circuit dans le baseball majeur, aux dépens du lanceur Ryan Dempster des Cubs de Chicago.
Il joue 2012 dans les ligues mineures avec Oklahoma City, où est situé le club-école des Astros, avant de signe le 25 octobre un contrat avec les Angels de Los Angeles d'Anaheim, pour qui il n'aura pas l'occasion de jouer. Le 6 décembre 2012, il passe aux White Sox de Chicago via le repêchage de règle 5. Il joue un seul match avec les White Sox, le 9 avril 2013.

## Statistiques
| Saison | Équipe      | G  | AB  | R  | H  | 2B | 3B | HR | RBI | SB | BA   |
| ------ | ----------- | -- | --- | -- | -- | -- | -- | -- | --- | -- | ---- |
| 2006   | Kansas City | 8  | 27  | 2  | 6  | 0  | 0  | 0  | 1   | 0  | .222 |
| 2010   | Boston      | 1  | 3   | 0  | 0  | 0  | 0  | 0  | 0   | 0  | .000 |
| 2010   | Houston     | 65 | 250 | 30 | 70 | 9  | 4  | 0  | 25  | 0  | .280 |
| Totaux | Totaux      | 74 | 32  | 76 | 9  | 4  | 0  | 0  | 26  | 0  | .271 |

Note : G = Matches joués ; AB = Passages au bâton; R = Points ; H = Coups sûrs ; 2B = Doubles ; 3B = Triples ; 
HR = Coup de circuit ; RBI = Points produits ; SB = Buts volés ; BA = Moyenne au bâton.